# Ugolino y sus hijos (Auguste Rodin)
Ugolino y sus hijos es una escultura en yeso de Auguste Rodin, que forma parte del conjunto conocido como La Puerta del Infierno. De forma independiente, fue exhibido por su autor en Bruselas (1887), Edimburgo (1893), Génova (1896), Florencia (1897), Países Bajos (1899) y en su propia retrospección (1900)

## El personaje
Ugolino della Gherardesca fue un aristócrata y político que vivió en la ciudad de Pisa durante el siglo XIII. Después de cinco años de gobernar su ciudad natal, fue condenado por traición y capturado junto con sus hijos y sus nietos. Fueron encerrados en la Torre de Mida, en donde murieron de inanición nueve meses después. 
Dante Alighieri en la Divina Comedia narró la historia de Ugolino, situándolo en el último círculo del infierno. Él mismo explica a Dante cómo los prisioneros fueron muriendo lentamente y sus hijos le rogaron que se los comiera a su muerte. Es por esta historia que Ugolino es conocido como "El conde caníbal" y es representado en ocasiones comiéndose sus propios dedos.

## Antecedentes y concepción de la obra
Jean-Baptiste Carpeaux, escultor francés del siglo XIX, inició en 1858 un proyecto dedicado a Ugolino y sus hijos para la Academia. Esta era una pieza pendiente de entregar al Gobierno Francés por haber ganado la beca a Roma para estudiar en la Villa Medici. Durante algunos años, trabajó en una escultura que transmitía agonía, furia y desesperación: 336 . El personaje principal tiene una mano en el mentón y los dedos en la boca, es esta escultura, la principal fuente de inspiración de Rodin tanto para Ugolino y sus hijos, como para El Pensador, pues la postura es la misma.

## Ugolino en la Puerta del Infierno
El episodio de Ugolino en la Divina Comedia marcó enormemente a Rodin. En maquetas tempranas de La Puerta del Infierno, la representación de Ugolino ya era un tema de importancia, fue uno de los dos primeros temas de la Comedia interpretados en escultura por Rodin. Los estudios iniciales dan cuenta de como en un principio Rodin quiso representar al Conde en una postura vertical así como lo plasmó Carpeaux. En su versión final, Ugolino aparece en horizontal, quizá para evidenciar la bestialidad de su acción. Es representado apoyado sobre sus rodillas, inclinándose hacia el frente, con un gesto de desesperación y la boca abierta. Rodin distinguió su obra de la de Carpeaux y logró una pieza de un gran poder dramático: 280 . La escultura fue agrandada por Henri Lebossé entre 1901 y 1904. Esta versión presenta varias diferencias con el modelo pequeño. Aunque el Estado francés pidió la fundición en bronce, esta se realizó solo después de la muerte del artista y hoy se encuentra en el jardín escultórico del Museo Rodin de París en la parte sur del Hotel Biron.
En La Puerta del Infierno, el grupo de Ugolino se encuentra en la parte media inferior de la hoja izquierda: 170  de tal forma que no se puede observar al cuarto hijo que yace junto a la pierna derecha de Ugolino. Se considera que esta es una de los ejemplos para demostrar que La Puerta no fue pensada para ser observada de un solo punto de vista en particular.